# White Oak (Pennsylvania)
White Oak is een plaats (borough) in de Amerikaanse staat Pennsylvania, en valt bestuurlijk gezien onder Allegheny County.

## Demografie
Bij de volkstelling in 2000 werd het aantal inwoners vastgesteld op 8437.
In 2006 is het aantal inwoners door het United States Census Bureau geschat op 8108, een daling van 329 (-3.9%).

## Geografie
Volgens het United States Census Bureau beslaat de plaats een oppervlakte van
17,4 km², waarvan 17,3 km² land en 0,1 km² water.

## Plaatsen in de nabije omgeving
De onderstaande figuur toont nabijgelegen plaatsen in een straal van 4 km rond White Oak.